# Gunnar Lampa
Sven Gunnar Lampa, född 22 november 1873 i Tillberga i Västmanland, död 18 november 1952, var en svensk målare. 
Han var son till entomologen Sven Lampa och Agnes Amelie Söderström. Lampa studerade vid Tekniska skolan 1888–1891 och vid Konstnärsförbundets målarskola 1891–1892 samt vid Académie Carmen i Paris 1893–1897. Separat ställde han ut på Liljevalchs konsthall 1916 och medverkade därefter i ett stort antal grupp- och samlingsutställningar. Hans konst består av stadsbilder från Stockholm med Strömmen, samt motiv från Stockholms skärgård. Lampa är begravd på Norra begravningsplatsen utanför Stockholm.